# Liste des localités de l'oblast de Novossibirsk
L'oblast de Novossibirsk comprend au début de 2020 les localités suivantes:
- 14 villes,
- 17 communes urbaines,
- 1534 localités rurales

Dans la liste, les localités sont réparties (au sein de la structure administrative-territoriale ) en unités administratives-territoriales : 5 villes de subordination régionale et 30 raïons (dans le cadre de l'organisation de l'autonomie locale (structure municipale), ils correspondent à 5 okrougs urbains et 30 raïons municipaux).
La population des localités rurales est donnée selon le recensement de la population de 2010, la population des localités urbaines (villes) est estimée au 1er janvier 2023.

## Villes d'importance régionale (okrougs urbaines)

### Novossibirsk
| Liste des localités | Liste des localités | Liste des localités | Liste des localités | Liste des localités |
| N°                  | Localité            | Statut              | Population          |                     |
| ------------------- | ------------------- | ------------------- | ------------------- | ------------------- |
| 1                   | Novossibirsk        | ville               | 1 633 595           |                     |

### Berdsk
| Liste des localités | Liste des localités | Liste des localités | Liste des localités | Liste des localités |
| N°                  | Localité            | Statut              | Population          |                     |
| ------------------- | ------------------- | ------------------- | ------------------- | ------------------- |
| 1                   | Berdsk              | ville               | 102 850             |                     |

### Iskitim
| Liste des localités | Liste des localités | Liste des localités | Liste des localités | Liste des localités |
| N°                  | Localité            | Statut              | Population          |                     |
| ------------------- | ------------------- | ------------------- | ------------------- | ------------------- |
| 1                   | Iskitim             | ville               | 57 147              |                     |

### Koltsovo
| Liste des localités | Liste des localités | Liste des localités | Liste des localités | Liste des localités |
| N°                  | Localité            | Statut              | Population          |                     |
| ------------------- | ------------------- | ------------------- | ------------------- | ------------------- |
| 1                   | Koltsovo            | commune urbaine     | 20 862              |                     |

### Ob
| Liste des localités | Liste des localités | Liste des localités | Liste des localités | Liste des localités |
| N°                  | Localité            | Statut              | Population          |                     |
| ------------------- | ------------------- | ------------------- | ------------------- | ------------------- |
| 1                   | 3307 km             | localité            | 76                  |                     |
| 2                   | Ob                  | ville               | 30 369              |                     |

## Raïons

### Raïon de Novossibirsk
| Liste des localités | Liste des localités    | Liste des localités | Liste des localités | Liste des localités |
| N°                  | Localité               | Statut              | Population          |                     |
| ------------------- | ---------------------- | ------------------- | ------------------- | ------------------- |
| 1                   | Alexeïevka             | village             | 343                 |                     |
| 2                   | Barychevo              | village             | 5547                |                     |
| 3                   | Beregovoïe             | village             | 438                 |                     |
| 4                   | Beriozovka             | possiolok           | 1465                |                     |
| 5                   | Bibikha                | possiolok           | 65                  |                     |
| 6                   | Borovoïe               | village             | 1694                |                     |
| 7                   | Bykovo                 | village             | 325                 |                     |
| 8                   | Verkh-Toula            | village             | 8324                |                     |
| 9                   | Vitaminka              | possiolok           | 371                 |                     |
| 10                  | Vorobiovski            | possiolok           | 19                  |                     |
| 11                  | Voskhod                | possiolok           | 1794                |                     |
| 12                  | Golouboï Zaliv         | possiolok           | 238                 |                     |
| 13                  | Goussiny Brod          | village             | 571                 |                     |
| 14                  | Dvouretchie            | possiolok           | 2957                |                     |
| 15                  | Jeleznodorojny         | possiolok           | 1338                |                     |
| 16                  | Jerebtsovo             | village             | 330                 |                     |
| 17                  | Jerebtsovo             | village             | 215                 |                     |
| 18                  | Zatonski               | possiolok           | 0                   |                     |
| 19                  | Zeliony Mys            | possiolok           | 212                 |                     |
| 20                  | Izdrevaïa              | village             | 697                 |                     |
| 21                  | Izdrevaïa              | village             | 757                 |                     |
| 22                  | Inia-Vostotchnaïa      | village             | 788                 |                     |
| 23                  | Kaïnskaïa Zaïmka       | possiolok           | 303                 |                     |
| 24                  | Kamenka                | village             | 6545                |                     |
| 25                  | Kamenouchka            | possiolok           | 83                  |                     |
| 26                  | Katkovski              | possiolok           | 95                  |                     |
| 27                  | Klioutchi              | possiolok           | 10                  |                     |
| 28                  | Komarovka              | possiolok           | 23                  |                     |
| 29                  | Krasnoglinnoïe         | village             | 1382                |                     |
| 30                  | Krasnomaïski           | possiolok           | 368                 |                     |
| 31                  | Krasnoobsk             | commune urbaine     | 29 086              |                     |
| 32                  | Krasny Vostok          | possiolok           | 175                 |                     |
| 33                  | Krasny Yar             | possiolok           | 1952                |                     |
| 34                  | Krakhal                | village             | 636                 |                     |
| 35                  | Krivodanovka           | village             | 11 874              |                     |
| 36                  | Koubovaïa              | village             | 535                 |                     |
| 37                  | Koudriachovski         | village             | 5656                |                     |
| 38                  | Leninski               | possiolok           | 689                 |                     |
| 39                  | Leninskoïe             | village             | 3480                |                     |
| 40                  | Lojok                  | possiolok           | 66                  |                     |
| 41                  | Lomovskaïa Datcha      | possiolok           | 60                  |                     |
| 42                  | Malinovka              | possiolok           | 136                 |                     |
| 43                  | Maroussino             | village             | 3690                |                     |
| 44                  | Mejdouretchie          | possiolok           | 3                   |                     |
| 45                  | Mikhaïlovski           | possiolok           | 5                   |                     |
| 46                  | Mitchourinski          | possiolok           | 1208                |                     |
| 47                  | Mostovaïa              | village             | 0                   |                     |
| 48                  | Motchichtche           | village             | 3346                |                     |
| 49                  | Motchichtche           | village             | 3589                |                     |
| 50                  | Novokamenka            | village             | 46                  |                     |
| 51                  | Novolougovoïe          | village             | 6949                |                     |
| 52                  | Novooziorny            | possiolok           | 170                 |                     |
| 53                  | Novochilovo            | village             | 772                 |                     |
| 54                  | Oziorny                | possiolok           | 893                 |                     |
| 55                  | Pavino                 | possiolok           | 0                   |                     |
| 56                  | Païvino                | village             | 305                 |                     |
| 57                  | Pionerski              | possiolok           | 8                   |                     |
| 58                  | Plotnikovo             | village             | 1725                |                     |
| 59                  | Possilok Kroupskoï     | possiolok           | 586                 |                     |
| 60                  | Priobski               | possiolok           | 963                 |                     |
| 61                  | Progress               | possiolok           | 196                 |                     |
| 62                  | Razdolnoïe             | village             | 4220                |                     |
| 63                  | Remeslenny             | possiolok           | 67                  |                     |
| 64                  | Sadovy                 | possiolok           | 4599                |                     |
| 65                  | Sedova Zaïmka          | possiolok           | 4                   |                     |
| 66                  | Sentchanka             | village             | 529                 |                     |
| 67                  | Sovetski               | possiolok           | 247                 |                     |
| 68                  | Sosnovka               | possiolok           | 1127                |                     |
| 69                  | Stepnoï                | possiolok           | 378                 |                     |
| 70                  | Tolmatchiovo           | village             | 9242                |                     |
| 71                  | Toulinski              | possiolok           | 2277                |                     |
| 72                  | Chadrikha              | possiolok           | 41                  |                     |
| 73                  | Chelkovitchikha        | village             | 347                 |                     |
| 74                  | Chilovo                | village             | 179                 |                     |
| 75                  | Elitny                 | possiolok           | 6232                |                     |
| 76                  | Youny Leninets         | possiolok           | 1359                |                     |
| 77                  | Yarkovo                | village             | 3482                |                     |
| 78                  | Yarskoïe               | village             | 2                   |                     |
| 79                  | 39 km Sovkhoznaïa      | village             | 84                  |                     |
| 80                  | 47 km Geodezitcheskaïa | village             | 31                  |                     |
| 81                  | 8 Marta                | possiolok           | 334                 |                     |